# Eupithecia westonaria
Eupithecia westonaria là một loài bướm đêm trong họ Geometridae.